# Planta (control)
Una planta en teoria de control és la combinació del procés d'enginyeria i el regulador de potència. Sovint es fa referència a una planta amb una funció de transferència (normalment al domini s) que indica la relació entre un senyal d'entrada i el senyal de sortida d'un sistema sense retroalimentació, normalment determinat per les propietats físiques del sistema. Un exemple seria un actuador amb la seva transferència de l'entrada de l'actuador al seu desplaçament físic. En un sistema amb retroalimentació, la planta continua tenint la mateixa funció de transferència, però al sistema s'afegeix una unitat de control i un bucle de retroalimentació (amb les seves respectives funcions de transferència).